# Campoplex aphae
Campoplex aphae là một loài tò vò trong họ Ichneumonidae.